# 283-я истребительная авиационная дивизия
283-я истреби́тельная авиацио́нная Камышинская Краснознамённая ордена Суворова диви́зия (283-я иад) — соединение Военно-Воздушных сил (ВВС) Вооружённых Сил РККА, принимавшее участие в боевых действиях Великой Отечественной войны.

## Наименования дивизии
- 283-я истребительная авиационная дивизия;
- 283-я истребительная авиационная Камышинская дивизия;
- 283-я истребительная авиационная Камышинская Краснознамённая дивизия;
- 283-я истребительная авиационная Камышинская Краснознамённая ордена Суворова дивизия;
- Полевая почта 06941.

## Создание дивизии
283-я истребительная авиационная дивизия сформирована к 20 июля 1942 года на основании Приказа НКО СССР приданием авиационных полков в составе составе 2-й истребительной авиационной армии авиации Резерва Верховного Главнокомандования.

## Расформирование дивизии
283-я истребительная авиационная дивизия была расформирована к 1 января 1992 года в связи с распадом СССР.

## В действующей армии
В составе действующей армии:
- с 6 августа 1942 года по 8 сентября 1944 года,
- с 25 ноября 1944 года по 9 мая 1945 года

## Командир дивизии
| Звание                           | Имя                           | Период                  | Примечание                                                        |
| -------------------------------- | ----------------------------- | ----------------------- | ----------------------------------------------------------------- |
| Полковник                        | Баланов Никифор Федотович     | 01.06.1942 — 29.08.1942 | назначен командиром 295-й иад                                     |
| Полковник                        | Китаев Владимир Алексеевич    | 29.08.1942 — 25.12.1942 | назначен командиром 274-й иад                                     |
| Полковник                        | Денисов Сергей Прокофьевич    | 26.12.1942 — 14.12.1943 |                                                                   |
| Подполковник, Полковник          | Чирва Степан Никитович        | 15.12.1943 — 24.06.1947 | отстранён от должности за высокую аварийность и низкую дисциплину |
| Полковник                        | Нанейшвили Гайоз Владимирович | — 1974                  |                                                                   |
| Полковник, генерал-майор авиации | Горяинов Алексей Семёнович    | 1974 — 1977             |                                                                   |

## В составе объединений
| Дата          | Фронт (округ)                                   | Армия                                | Корпус                                 | Примечания |
| ------------- | ----------------------------------------------- | ------------------------------------ | -------------------------------------- | ---------- |
| 20.07.1942 г. | Резерв Верховного Главнокомандования            | 2-я истребительная авиационная армия | -                                      | -          |
| 26.08.1942 г. | Юго-Восточный фронт                             | ВВС фронта                           | -                                      | -          |
| 29.08.1942 г. | Сталинградский фронт                            | 8-я воздушная армия                  | -                                      | -          |
| 07.09.1942 г. | Сталинградский фронт                            | 16-я воздушная армия                 | -                                      | -          |
| 30.09.1942 г. | Донской фронт                                   | 16-я воздушная армия                 | -                                      | -          |
| 15.02.1943 г. | Центральный фронт                               | 16-я воздушная армия                 | -                                      | -          |
| 20.10.1943 г. | Белорусский фронт                               | 16-я воздушная армия                 | -                                      | -          |
| 24.02.1944 г. | 1-й Белорусский фронт                           | 16-я воздушная армия                 | -                                      | -          |
| 05.04.1944 г. | Белорусский фронт                               | 16-я воздушная армия                 | -                                      | -          |
| 16.04.1944 г. | 1-й Белорусский фронт                           | 16-я воздушная армия                 | -                                      | -          |
| 21.07.1944 г. | 1-й Белорусский фронт                           | 6-я воздушная армия                  | 13-й истребительный авиационный корпус | -          |
| 01.08.1944 г. | 1-й Белорусский фронт                           | 16-я воздушная армия                 | 13-й истребительный авиационный корпус | -          |
| 31.10.1944 г. | Резерв Верховного Главнокомандования            | -                                    | 13-й истребительный авиационный корпус | -          |
| 25.11.1944 г. | 1-й Белорусский фронт                           | 16-я воздушная армия                 | 13-й истребительный авиационный корпус | -          |
| 09.05.1945 г. | 1-й Белорусский фронт                           | 16-я воздушная армия                 | 13-й истребительный авиационный корпус | -          |
| 10.06.1945 г. | Группа советских оккупационных войск в Германии | 16-я воздушная армия                 | 13-й истребительный авиационный корпус | -          |
| 05.01.1946 г. | Тбилисский военный округ                        | 11-я воздушная армия                 |                                        |            |
| 01.06.1946 г. | Закавказский военный округ                      | 11-я воздушная армия                 |                                        |            |
| 20.02.1949 г. | Закавказский военный округ                      | 34-я воздушная армия                 |                                        |            |
| 01.04.1980 г. | Закавказский военный округ                      | ВВС Закавказского военного округа    |                                        |            |
| 01.05.1988 г. | Закавказский военный округ                      | 34-я воздушная армия                 |                                        |            |
| 01.06.1992 г. | Северо-Кавказский военный округ                 | 4-я воздушная армия                  |                                        |            |

## Части и отдельные подразделения дивизии
За весь период своего существования боевой состав дивизии претерпевал изменения, в различное время в её состав входили полки:
| Период                        | Части                                                            | Примечание                    |
| ----------------------------- | ---------------------------------------------------------------- | ----------------------------- |
| 15.06.1942 г. — 12.07.1942 г. | 864-й истребительный авиационный полк                            | Передан в состав 265-й иад    |
| 28.08.1942 г. — 11.12.1942 г. | 431-й истребительный авиационный полк                            | Убыл в 13-й зиап              |
| 04.09.1942 г. — 08.02.1943 г. | 520-й истребительный авиационный полк                            | Переименован 56-й гв. иап     |
| 08.02.1943 г. — 01.09.1960 г. | 56-й гвардейский истребительный авиационный полк                 | Расформирован                 |
| 09.09.1942 г. — 03.09.1943 г. | 563-й истребительный авиационный полк                            | Переименован 116-й гв. иап    |
| 03.09.1943 г. — 17.10.1951 г. | 116-й гвардейский истребительный авиационный полк                | Передан в состав 126-й иад    |
| 21.09.1942 г. — 10.12.1942 г. | 812-й истребительный авиационный полк                            | Убыл в 8-й зиап               |
| 03.01.1943 г. — 26.03.1993 г. | 176-й истребительный авиационный полк                            | Расформирован                 |
| 03.03.1943 г. — 26.03.1947 г. | 519-й истребительный авиационный полк                            | Расформирован                 |
| 31.10.1951 г. — 26.12.1992 г. | 982-й истребительный авиационный полк                            | Расформирован                 |
| 18.04.1960 г. — 17.10.1981 г. | 841-й гвардейский истребительный авиационный полк                | Преобразован в 841-й гв. апиб |
| 17.10.1981 г. — 21.10.1989 г. | 841-й гвардейский авиационный полк истребителей-бомбардировщиков | Передан в состав 119-й иад    |

## Участие в операциях и битвах
- Сталинградская оборонительная операция — с 26 августа 1942 года по 2 февраля 1943 года.
- Сталинградская наступательная операция- с 10 января 1943 года по 2 февраля 1943 года.
- Воздушная операция ВВС РККА по уничтожению немецкой авиации на аэродромах в мае 1943 года — 6 мая 1943 года.
- Орловская наступательная операция — с 12 июля 1943 года по 18 августа 1943 года.
- Черниговско-Припятская операция — с 26 августа 1943 года по 30 сентября 1943 года.
- Гомельско-Речицкая наступательная операция — с 10 ноября 1943 года по 30 ноября 1943 года.
- Белорусская операция «Багратион» — с 7 июля 1944 года по 29 августа 1944 года.
- Люблин-Брестская операция — с 18 июля 1944 года по 2 августа 1944 года.
- Висло-Одерская операция — с 12 января 1945 года по 3 февраля 1945 года.
- Варшавско-Познанская операция — с 14 января 1945 года по 3 февраля 1945 года.
- Восточно-Померанская операция — с марта 1945 года по 20 марта 1945 года.
- Берлинская операция — с 16 апреля 1945 года по 8 мая 1945 года.

## Почётные наименования
- 283-й истребительной авиационной дивизии 4 мая 1943 года Приказом НКО СССР[7] присвоено почётное наименование «Камышинская».
- 56-й гвардейский истребительный авиационный полк за показанные образцы мужества и геройства в борьбе против фашистских захватчиков и в целях дальнейшего закрепления памяти о героических подвигах сталинских соколов 4 мая 1943 года удостоен почётного наименования «Алтуховский»[8]
- 116-му гвардейскому истребительному авиационному полку 19 февраля 1945 года отличие в боях за овладение городом Радом приказом[9] ВГК присвоено почётное наименование «Радомский».
- 519-му Краснознамённому истребительному авиационному полку за отличие в боях с немецкими захватчиками за освобождение городов Мозырь и Калинковичи присвоено почётное наименование «Мозырьский»[10]
- 176-му Краснознамённому истребительному авиационному полку 176-му Краснознамённому истребительному авиационному полку 11 июня 1945 года за отличие в боях при овладении столицей Германии городом Берлин присвоено почётное наименование «Берлинский»[11]

## Награды
- 283-я Камышинская истребительная авиационная дивизия Указом Президиума Верховного Совета СССР награждена орденом «Боевого Красного Знамени».
- 283-я Камышинская Краснознамённая истребительная авиационная дивизия Указом Президиума Верховного Совета СССР награждена орденом «Суворова II степени».
- 56-й гвардейский Алтуховский истребительный авиационный полк pа образцовое выполнение заданий командования в боях при прорыве обороны немцев и наступлении на Берлин и проявленные при этом доблесть и мужество Указом Президиума Верховного Совета СССР от 11 июня 1945 года награждён орденом «Боевого Красного Знамени»[12]
- 116-й гвардейский истребительный авиационный полк 8 октября 1943 года за образцовое выполнение боевых заданий командования на фронте борьбы с немецкими захватчиками и проявленные при этом доблесть и мужество Указом Президиума Верховного Совета СССР[13] награждён орденом Красного Знамени.
- 176-й истребительный авиационный полк за образцовое выполнение боевых заданий командования в боях с немецкими захватчиками за овладение городом Радом и проявленные при этом доблесть и мужество Указом Президиума Верховного Совета СССР от 19 февраля 1945 года награждён орденом «Боевого Красного Знамени».
- 519-й истребительный авиационный полк за образцовое выполнение боевых заданий командования на фронте борьбы с немецкими захватчиками и проявленные при этом доблесть и мужество Указом Президиума Верховного Совета СССР от 2 сентября 1943 года награждён орденом «Боевого Красного Знамени».
- 519-й Мозырьский Краснознамённый истребительный авиационный полк за образцовое выполнение боевых заданий командования в боях с немецкими захватчиками за овладение городом Радом и проявленные при этом доблесть и мужество Указом Президиума Верховного Совета СССР от 19 февраля 1945 года награждён орденом «Богдана Хмельницкого II степени».

## Благодарности Верховного Главнокомандующего
Воины дивизии удостоены Благодарностей Верховного Главнокомандующего:
- За прорыв обороны немцев на бобруйском направлении[14]
- За овладение городом Бобруйск[15]
- За овладение за овладение городом Барановичи и Барановичским укреплённым районом[16]
- За овладение крупным промышленным центром Польши городом Радом — важным узлом коммуникаций и сильным опорным пунктом обороны немцев[17]
- За овладение Лодзь и городами Кутно, Томашув (Томашов), Гостынин и Ленчица — важными узлами коммуникаций и опорными пунктами обороны немцев[18]

| Як-9 | Як-9УМ | Як-9 |

## Отличившиеся воины дивизии
- Башкиров Виктор Андреевич, капитан, помощник командира 519-го истребительного авиационного полка по воздушно-стрелковой службе командира 283-й истребительной авиационной дивизии 16-й воздушной армии Указом Верховного Совета СССР 4 февраля 1944 года удостоен звания Герой Советского Союза. Золотая Звезда № 3233.
- Елисеев, Геннадий Николаевич, заместитель командира эскадрильи 982-го истребительного авиационного полка 283-й истребительной авиационной дивизии Указом Верховного Совета СССР 14 декабря 1973 года удостоен звания Герой Советского Союза. Посмертно.
- Колесниченко Степан Калинович, лейтенант, помощник командира 519-го истребительного авиационного полка по воздушно-стрелковой службе 283-й истребительной авиационной дивизии 16-й воздушной армии Указом Верховного Совета СССР 2 сентября 1943 года удостоен звания Герой Советского Союза. Посмертно.
- Найдёнов Николай Алексеевич, командир эскадрильи 563-го истребительного авиационного полка 283-й истребительной авиационной дивизии, удостоен звания Герой Советского Союза, Золотая Звезда № 1129
- Харитонов Николай Васильевич, заместитель командира эскадрильи 520-го истребительного авиационного полка 283-й истребительной авиационной дивизии 16-й воздушной армии Сталинградского фронта, старший лейтенант, Указом Верховного Совета СССР 1 мая 1943 года удостоен звания Герой Советского Союза. Золотая Звезда № 1021

## Базирование
| Период               | Аэродромы             |
| -------------------- | --------------------- |
| 05.1945 — 01.01.1946 | Гютерфельде, Германия |
| 01.01.1946 — 06.1992 | Миха Цхакая , Грузия  |

## Память
- 5 июля 2012 года в Камышинском историко-краеведческом музее Волгоградской области открылась выставка, посвящённая 70-летию прославленной 283-й истребительной авиационной Камышинской Краснознамённой ордена Суворова дивизии[19].

## Первый в мире воздушный таран на реактивном самолёте
Лётчик 982-го истребительного авиационного полка 283-й истребительной авиационной дивизии капитан Елисеев Г. Н. 28 ноября 1973 года на МиГ-21CМТ, совершив первый в мире таран на реактивном самолёте, сбил над Азербайджаном иранский самолёт-нарушитель RF-4E Phantom II.